# Передвижники
Товарищество передвижных художественных выставок (сокр. ТПХВ), передви́жники — историческое объединение российских художников, крупнейшая творческая группировка пореформенной эпохи, существовавшая в 1871—1923 годах.
В эстетическом плане участники Товарищества, или передвижники, до 1890-х годов целенаправленно противопоставляли себя академистам. Утверждали, что вдохновляются народничеством. Организуя передвижные выставки, передвижники вели активную просветительскую деятельность и обеспечивали сбыт своих произведений; экономическая жизнь товарищества строилась на кооперативных началах.

## История
В начале 1860-х годов Российская империя вступила в эпоху Великих реформ Александра II. Крестьянской реформой было отменено крепостное право, проведены Земская и Судебная реформы, Реформа городского самоуправления, Военная реформа. Осуществлялась модернизация всех сфер жизни государства и общества; строилась новая Россия — успешнее той, что потерпела поражение в Крымской войне.

### Артель
Составной частью реформ в области образования было и реформирование Императорской Академии художеств.
В 1859 году был принят новый устав Академии, которым вводился целый ряд прогрессивных изменений в её работу.
Тем не менее консервативные подходы в формах проведения конкурса на большую золотую медаль привели к конфликту:
9 ноября 1863 года 14 самых выдающихся учеников императорской Академии художеств, допущенных до соревнования за первую золотую медаль, обратились в Совет Академии с просьбой заменить конкурсное задание (написание картины по заданному сюжету из скандинавской мифологии «Пир бога Одина в Валгалле») на свободное задание — написание картины на избранную самим художником тему. На отказ Совета все 14 человек покинули Академию. Это событие вошло в историю как «Бунт четырнадцати». Именно они организовали «Санкт-Петербургскую артель художников». Позже, в 1870 году некоторые её члены вошли в «Товарищество передвижных художественных выставок». Артель была первой попыткой образования в России независимого объединения художников. Опыт Артели учитывался при создании Товарищества.

### Передвижники

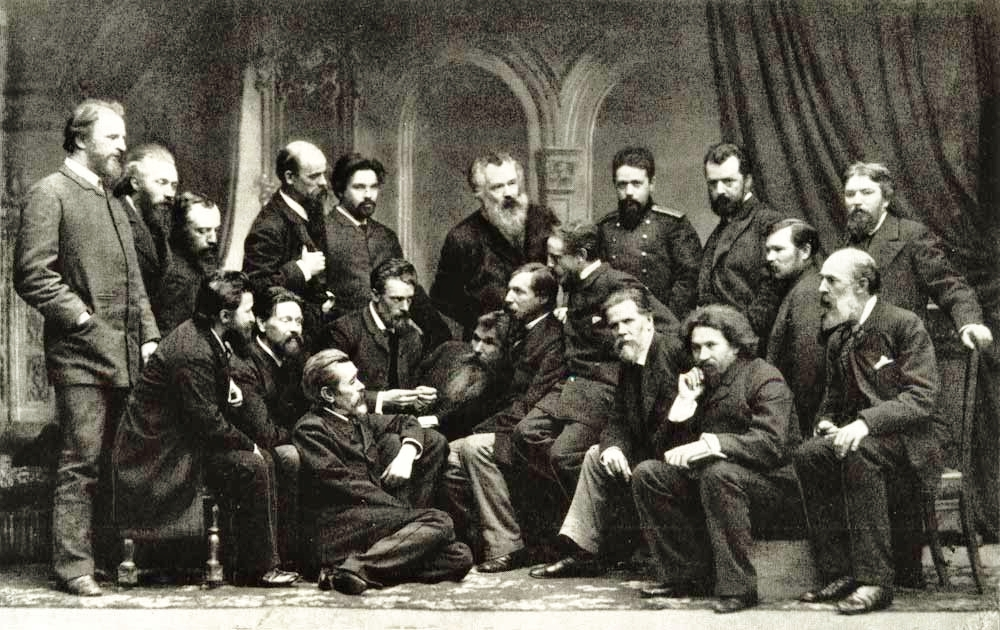
Группа членов Товарищества передвижных художественных выставок (1886 год). Сидят (слева направо): С. Н. Аммосов, А. А. Киселёв, Н. В. Неврев, В. Е. Маковский, А. Д. Литовченко, И. М. Прянишников, К. В. Лемох, И. Н. Крамской, И. Е. Репин, П. А. Ивачёв (заведующий передвижной выставкой), Н. Е. Маковский. Стоят (слева направо): Г. Г. Мясоедов, К. А. Савицкий, В. Д. Поленов, Е. Е. Волков, В. И. Суриков, И. И. Шишкин, Н. А. Ярошенко, П. А. Брюллов, А. К. Беггров

Идея объединения московских и петербургских художников на основе создания передвижной выставки была изложена в письме группы московских художников
к своим коллегам в Санкт-Петербургскую Артель художников. Артель, кроме И. Крамского и К. Лемоха, идею создания Товарищества не восприняла, но иные художники-петербуржцы, приходившие на «четверги» в Артель, горячо её поддержали. В сентябре 1870 года учредители Товарищества (14 человек) подали прошение министру внутренних дел А. Е. Тимашеву с просьбой утвердить проект устава Товарищества. Второго ноября 1870 года устав был утверждён. В § 1 устава провозглашалось: «Товарищество имеет целью: устройство… во всех городах империи передвижных художественных выставок в видах доставления жителям провинций возможности знакомиться с русским искусством…развития любви к искусству в обществе и облегчения для художников сбыта их произведений». Уставом определялось, что делами Товарищества заведуют общее собрание его членов и правление, где все вопросы решаются голосованием (решения принимаются большинством голосов); приём в члены Товарищества проводится голосованием на общем собрании. Устав оставался в неизменном виде 18 лет, до апреля 1890 года, когда был принят новый устав, по которому демократические принципы принятия решений в Товариществе значительно сужались.
Первая выставка Товарищества открыта в Петербурге 29 ноября (11 декабря) 1871 года в здании Академии художеств. На выставке были показаны работы 16 художников. После Петербурга выставка экспонировалась в Москве, Киеве и Харькове. Всего было показано 82 произведения 20 художников. Особый успех на выставке имели: «Грачи прилетели», картина Н. Н. Ге «Пётр I допрашивает царевича Алексея Петровича в Петергофе», скульптура М. М. Антокольского «Иван Грозный». В целом выставка была успешной и стала значительным событием в культурной жизни России. Искусство передвижников оказалось востребованным в российском обществе. Большую роль в развитии искусства передвижников играл известный общественный деятель, исследователь искусства и критик В. В. Стасов; коллекционер и меценат П. М. Третьяков, приобретая в свою галерею произведения передвижников, оказывал им важную материальную и моральную поддержку. Многие из работ передвижников были сделаны по заказу Павла Михайловича Третьякова. За полвека своего существования Товарищество провело 47 передвижных выставок. Помимо ежегодных выставок Товарищество устраивало и параллельные выставки для городов, куда основные выставки не попадали. Эти выставки составлялись из произведений передвижников, не проданных на основных выставках. По мере накопления таких произведений и организовывалась выставка. География показа параллельных выставок была обширней чем у основных выставок. Так, первая параллельная выставка была показана в 12 городах России.
Расцвет деятельности Товарищества передвижников пришёлся на 1870—1880-е годы.
В состав передвижников в разное время входили:
| Имя художника           | Известные произведения, впервые показанные на передвижных выставках |
| ----------------------- | ------------------------------------------------------------------- |
| И. Е. Репин             |                                                                     |
| В. И. Суриков           |                                                                     |
| Г. Г. Мясоедов          | - «Сам с собою, или Игра в шахматы»                                 |
| Н. Н. Дубовской         |                                                                     |
| В. Е. Маковский         |                                                                     |
| И. М. Прянишников       |                                                                     |
| А. К. Саврасов          |                                                                     |
| И. И. Шишкин            |                                                                     |
| В. М. Максимов          |                                                                     |
| К. А. Савицкий          |                                                                     |
| A. M. Васнецов          |                                                                     |
| В. М. Васнецов          |                                                                     |
| А. И. Куинджи           |                                                                     |
| П. И. Келин             |                                                                     |
| В. Д. Поленов           |                                                                     |
| Н. А. Ярошенко          | - «Курсистка»                                                       |
| Р. С. Левицкий          |                                                                     |
| И. И. Левитан           |                                                                     |
| В. А. Серов             |                                                                     |
| А. М. Корин             |                                                                     |
| А. Е. Архипов           |                                                                     |
| В. А. Суренянц          |                                                                     |
| В. К. Бялыницкий-Бируля |                                                                     |
| А. В. Моравов           |                                                                     |
| И. Н. Крамской          | - Христос в пустыне, 1872                                           |
| Н. П. Богданов-Бельский |                                                                     |
| В. Г. Перов             |                                                                     |
| Н. Д. Кузнецов          | - Портрет П. И. Чайковского, 1893                                   |
| Д. А. Колупаев          |                                                                     |

## Картины, не допущенные на выставку

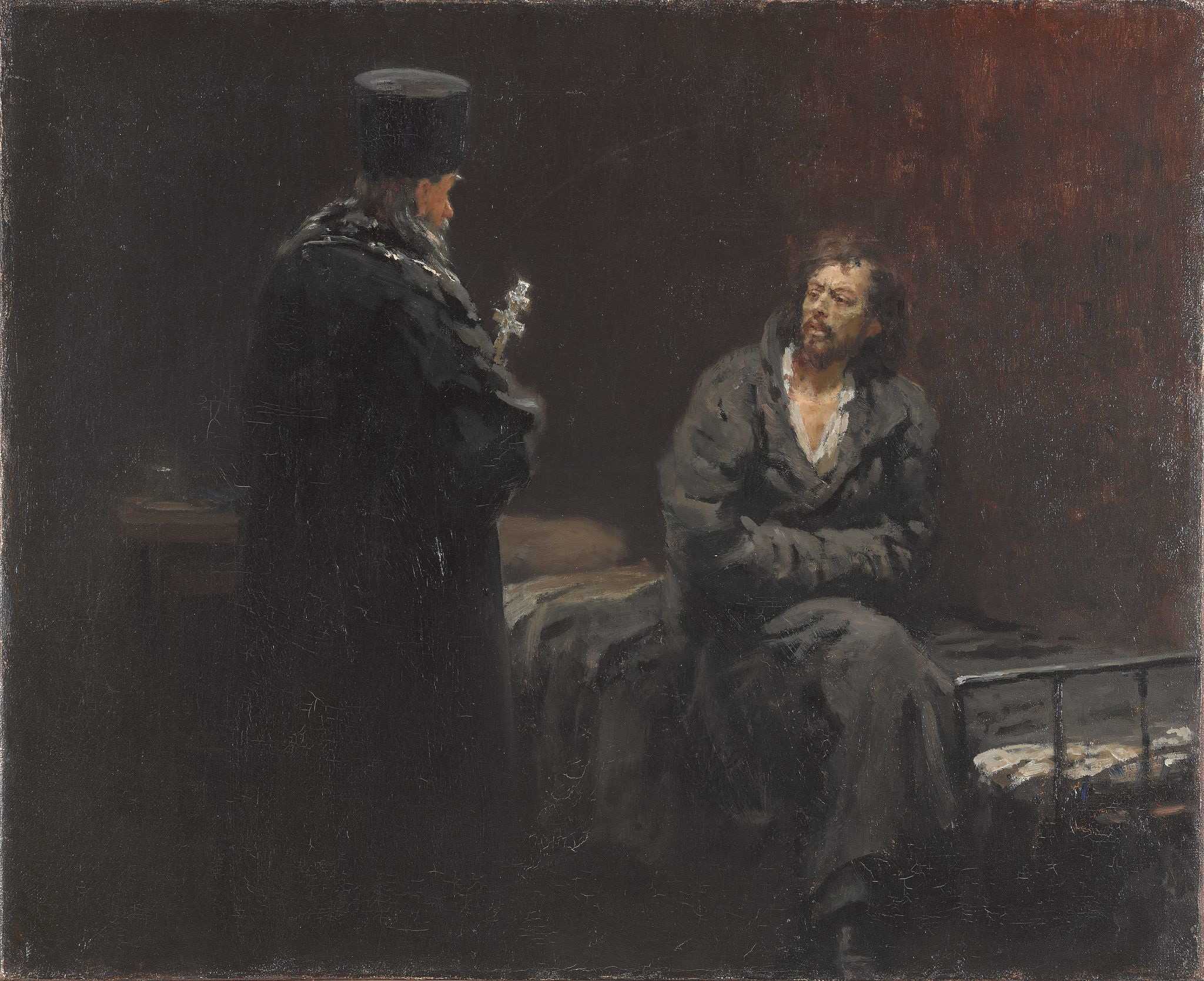
Илья Репин. Перед исповедью, 1885

Картина Ильи Репина «Перед исповедью» не была допущена для экспонирования на XII выставку Товарищества передвижных художественных выставок 1884 года. Она была передана автором в качестве дара поэту и деятелю освободительного движения Николаю Минскому. Искусствовед Екатерина Щербакова считала, что причиной такого дара было как раз то, что она не могла экспонироваться на выставках по цензурным соображениям.
В центре острой дискуссии в 1894 году на выставке Товарищества оказалось «Распятие» Николая Ге. По требованию императора Александра III оно было удалено с выставки Товарищества передвижных художественных выставок. Был наложен запрет на её публичную демонстрацию в музеях и выставочных залах, поэтому желающие знакомились с картиной на частных квартирах близких друзей художника в Москве и Санкт-Петербурге. После смерти Николая Ге картина вошла в коллекцию его сына Николая, некоторое время находилась на хранении (без права экспонирования в залах) в Третьяковской галерее, но была из неё удалена по решению Совета галереи. В 1899 году Николай Ге (младший) вывез полотно и другие принадлежавшие ему работы отца в Швейцарию; дальнейшая судьба полотна неизвестна.

## Художники-экспоненты
Помимо членов Товарищества участниками передвижных выставок были художники-экспоненты: М. М. Антокольский, В. В. Верещагин, А. П. Рябушкин, И. П. Трутнев, Ф. А. Чирко и др. Число участников-экспонентов на выставках всегда было больше числа участников членов Товарищества. Из экспонентов выдвигались кандидаты в члены Товарищества (до приёма кандидата в члены Товарищества дело доходило редко). Правом голоса в Товариществе экспоненты не обладали. Это порождало противостояние в среде передвижников по линии старые—новые поколения, что, в условиях появления в начале века новых объединений художников различной направленности, вело к оттоку талантливой молодёжи. В 1901 году из Товарищества вышли сразу 11 художников. На ослабление Товарищества работала и появившееся тенденция к местничеству между Петербургским и Московским отделениями. Организация утрачивала свою былую привлекательность и востребованность и в изменившихся условиях оказалась неспособной к обновлению. Последним главой товарищества, избранным в 1918 году, был Павел Радимов. Он стремился возродить Товарищество, но усилия оказались тщетными. В 1922 году состоялась последняя выставка передвижников; в следующем 1923 году Товарищество прекратило своё существование.

## Художественные принципы
Для картин передвижников были характерны обострённый психологизм, социальная направленность, высокое мастерство типизации, реализм, граничащий с натурализмом, трагический в целом взгляд на действительность. Ведущим стилем в искусстве передвижников был реализм. Я. А. Тугендхольд отмечал, что «…в основе „идейной“ и „гражданской“ живописи наших передвижников лежали чисто-русские и глубокие причины: „болезнь совести“, психология кающегося барства… „передвижничество“ на долгое время застраховало нас от последующих художественных открытий „аморального“ запада!» (под «открытиями запада» он имел в виду импрессионистов и их последователей). Вдохновленные идеями демократии о всеобщей свободе и благополучии, передвижники мечтали об искусстве во имя служения народу, его просвещения и развития. Эти стремления были выражены и в уставе товарищества.

## Комментарии
1. ↑  Г. Мясоедов, В. Перов, Л. Каменев, А. Саврасов, В. Шервуд (в дальнейшем в Товарищество не входил), И. Прянишников.
2. ↑  Проводится минимум раз в год.
3. ↑  Правление состоит из двух отделений (московского и петербургского) в составе 5 членов правления и 1 кандидата, избираемых на 1 год. В первое правление (на 1871 год) избраны Ге, Мясоедов, М. и К. Клодт, Перов, Крамской и кандидат Прянишников.
4. ↑  Был создан новый орган — Совет, которому передавалось управление всеми делами Товарищества. В состав Совета на пожизненной основе входили только члены-учредители.
5. ↑  Произведения В. Ф. Аммона, С. Аммосова, А. П. Боголюбова, Н. Н. Ге, К. Ф. Гуна, Л. Л. Каменева, Ф. Ф. Каменского, М. К. Клодта, И. Н. Крамского, В. М. Максимова, Г. Г. Мяоедова, В. Г. Перова, И. М. Прянишникова, А. К. Саврасова, И. И. Шишкина, М. П. Клодта.
6. ↑  Выставку посетило 30 тыс. человек; продано произведений на 23 тыс. рублей.
7. ↑  Первая параллельная выставка началась в августе 1886 года, показом экспозиции Нижнем Новгороде, и закончилась в апреле 1888 года в Витебске.
8. ↑  Нижнем Новгороде, Казани, Самаре, Пензе, Тамбове, Козлове, Воронеже, Новочеркасске, Ростове, Таганроге, Екатеринославе и Курске.
9. ↑  Экспонент — художник, не состоявший в товариществе, но подававший заявку на участие в выставке определённого своего произведения. Работа экспонента принималась на выставку голосованием на общем собрании.